# Menard (Texas)
Menard település az Amerikai Egyesült Államok Texas államában, Menard megyében, melynek megyeszékhelye is. Lakosainak száma 1348 fő (2020. április 1.).

## Népesség
A település népességének változása:

| 2010 | 1 471 |
| 2020 | 1 348 |